# 居德瀑布
居德瀑布（冰岛语意为“黄金瀑布”），又译为古佛斯瀑布，位于冰岛西南部南部区境内，瀑布分为两部分，高度分别为11米和21米。夏季平均流量为100～180 m3/s，冬季则为50～110 m3/s，最大流量达2000 m3/s。为冰岛著名的一处旅游景点。